# Volume Two
Volume Two este un LP al trupei Soft Machine lansat pentru prima dată în 1969. Influențe de jazz sunt adăugate umorului, dadaismului și psihedeliei de pe The Soft Machine (1968). 
Albumul a fost inspirat de Absolutely Free al lui Frank Zappa și constă în două compoziții lungi cu "As Long as He Lies Perfectly Still" și "Dedicated to You" servind ca interludii. La recomandarea lui Zappa, formația a împărțit cele două lungi compoiții în mai multe piese mici.

## Tracklist
1. "Rivmic Melodies" (17:07)
  1. "Pataphysical Introduction - part I" (Robert Wyatt) (1:00)
  2. "A Concise British Alphabet - part I" (Hugh Hopper, aranjament Wyatt) (0:10)
  3. "Hibou, Anemone and Bear" (Mike Ratledge/R. Wyatt) (5:58)
  4. "A Concise British Alphabet - part II" (H. Hopper/R. Wyatt) (0:12)
  5. "Hulloder" (H. Hopper/R. Wyatt) (0:52)
  6. "Dada Was Here" (H. Hopper/R. Wyatt) (3:25)
  7. "Thank You Pierrot Lunaire" (H. Hopper/R. Wyatt) (0:47)
  8. "Have You Ever Bean Green?" (H. Hopper/R. Wyatt) (1:23)
  9. "Pataphysical Introduction - part II" (R. Wyatt) (0:50)
  10. "Out of Tunes" (M. Ratledge/H. Hopper/R. Wyatt) (2:30)
2. "As Long as He Lies Perfectly Still" (M. Ratledge/R. Wyatt) (2:30)
3. "Dedicated to You but You Weren't Listening" (H. Hopper) (2:30)
4. "Esther's Nose Job" (10:13)
  1. "Fire Engine Passing with Bells Clanging" (M. Ratledge) (1:50)
  2. "Pig" (M. Ratledge) (2:08)
  3. "Orange Skin Food" (M. Ratledge) (1:52)
  4. "A Door Opens and Closes" (M. Ratledge) (1:09)
  5. "10:30 Returns to the Bedroom" (M. Ratledge/H. Hopper/R. Wyatt) (4:14)

## Componență
- Robert Wyatt - tobe, voce principală și de fundal
- Mike Ratledge - pian, orgă Lowrey Holyday De Luxe, orgă Hammond, flaut
- Hugh Hopper - chitară bas, chitară acustică, saxofon alto

cu
- Brian Hopper - saxofon alto